# Tanel Laanmäe
Tanel Laanmäe, né le 29 septembre 1989 dans le comté de Valga, est un athlète estonien, spécialiste du lancer de javelot.

## Biographie
Il bat son record personnel en 2015 avec 82,67 m, pour remporter la première ligue des Championnats d'Europe par équipes à Héraklion. Il remporte la médaille d'or lors de l'Universiade d'été de 2015 à Gwangju.
Il est le premier des non-qualifiés pour la finale lors Championnats du monde 2015 à Pékin, en réalisant un lancer de 80,65 m.
Le 13 juin 2016, il dépasse pour la première fois les 85 m, en lançant à 85,04 m à Tartu.

### Palmarès
| Date | Compétition | Lieu    | Résultat | Performance |
| ---- | ----------- | ------- | -------- | ----------- |
| 2015 | Universiade | Gwangju | 1er      | 81,71 m     |

### Records
| Épreuve           | Performance | Lieu  | Date         |
| ----------------- | ----------- | ----- | ------------ |
| Lancer du javelot | 85,04 m     | Tartu | 13 juin 2016 |